# Zastrzalin totara
Zastrzalin totara (Podocarpus totara G.Benn. ex D.Don) – gatunek drzewa będący endemitem Nowej Zelandii. Rośnie na całej Wyspie Północnej oraz w północno-wschodniej części Wyspy Południowej.

## Charakterystyka

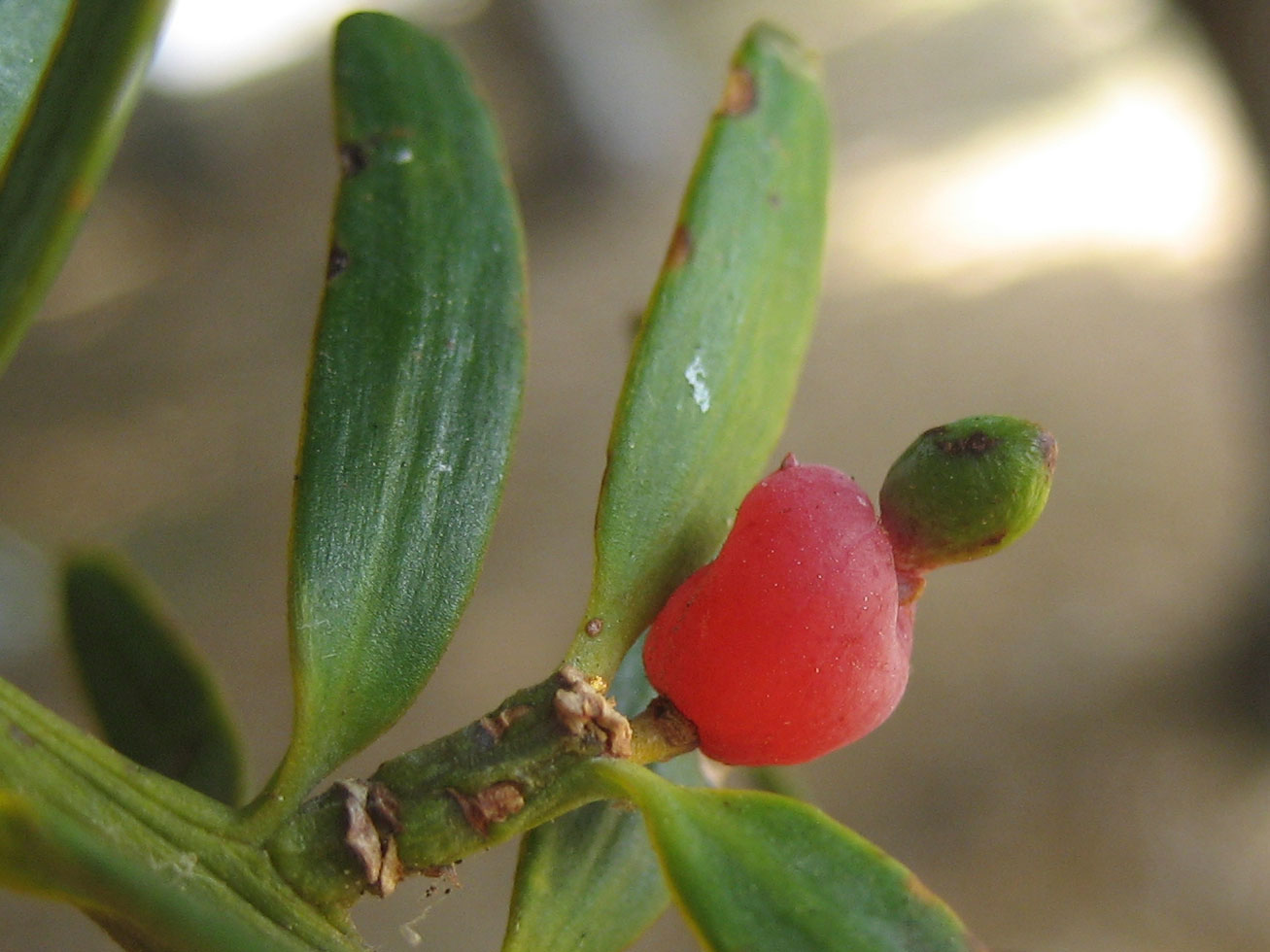
Tōtara

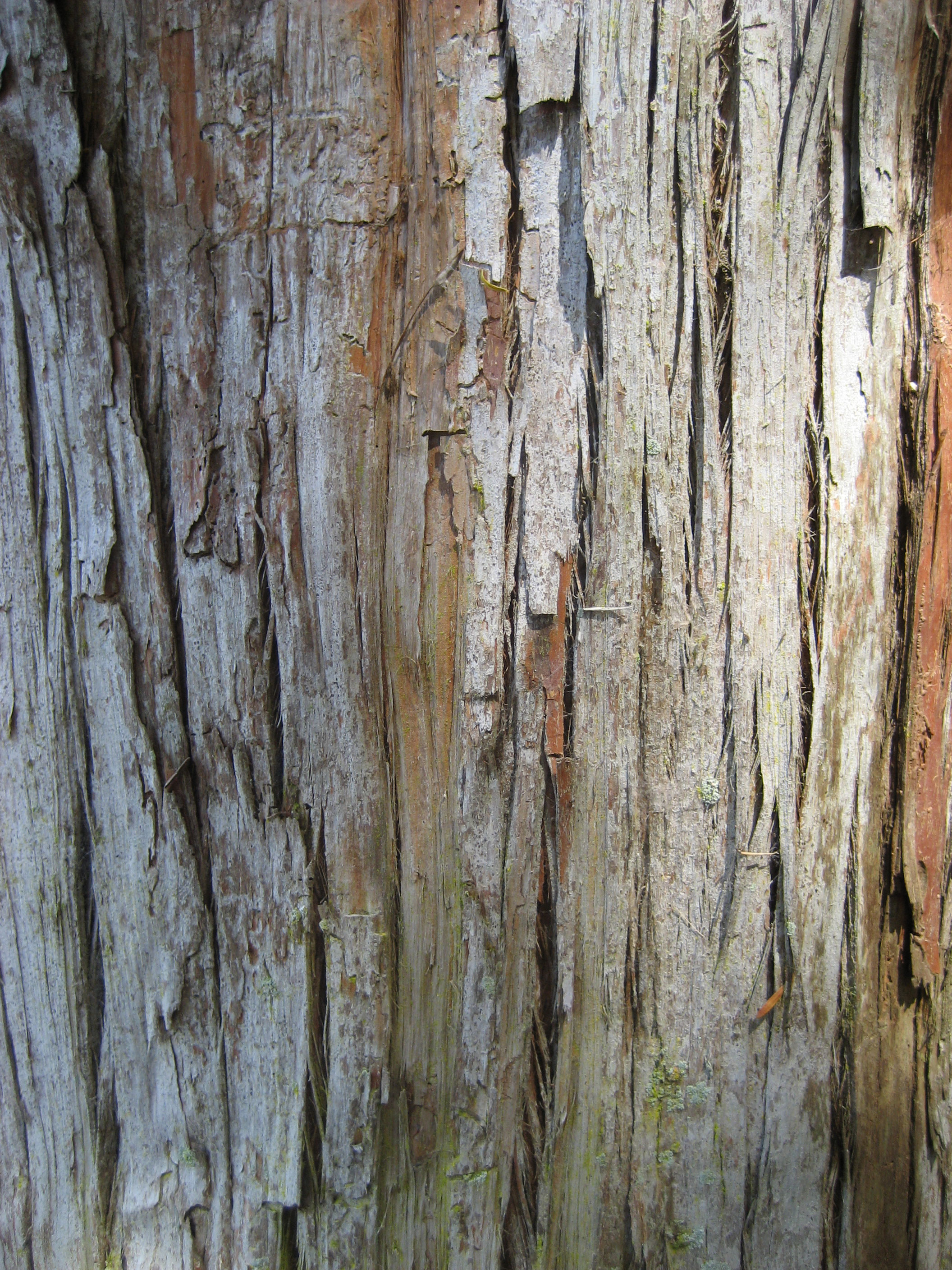
Tōtara

PokrójDrzewo długowieczne, średnich/dużych rozmiarów, zwykle wysokie na 20–25 metrów, wyjątkowo dochodzi do 35 m.
PieńKora łuszcząca się papierowymi płatami w kolorze purpurowym/złoto-brązowym.
DrewnoTwarde, z prostymi słojami, odporne na butwienie.
LiścieOstre, zielone, szpiczaste, sztywne i skórzaste, mają ok. 2 cm długości.
SzyszkiZnacznie zmodyfikowane, z 2–4 zrośniętymi, mięsistymi, przypominającymi jagodę soczystymi łuskami, jaskrawoczerwonymi w stanie dojrzałości. Szyszka zawiera 1–2 zaokrąglonych nasion na wierzchołkach łusek.

## Zastosowanie
Drewno ze względu na odporność używane jest często na paliki ogrodzeń i struktury podłogowe.